# Норвежский музей ледников
Норвежский музей ледников (норв. Norsk bremuseum) — музей ледников около деревни Фьярланд (норв. Fjærland) в коммуне Согндал, фюльке Вестланн, в Норвегии. В 1991 году музей открылся для публичного посещения, он расположен на территории национального парка Йостедалсбреен.
Цель музея собирать, создавать и распространять информацию о ледниках и климате.
Здание музея было спроектировано норвежским архитектором Сверре Олафом Феном (норв. Sverre Olav Fehn). Здание получило престижную Притцкеровскую премию, а также норвежскую архитектурную премию Betongtavlen.
Музей сотрудничает с такими организациями, как: Университет Осло, Бергенский университет, Международное гляциологическое общество, Норвежский полярный институт и другими.